# Daan Stern
Daan Stern  is een personage uit Goede tijden, slechte tijden.

## Rol
Nadat de personages Sjoerd Bouwhuis en Tim Loderus vertrokken aan het einde van seizoen 28 was Goede tijden, slechte tijden op zoek naar een aantal nieuwe mannelijke vaste rollen. Hierdoor werd het personage Daan Stern de serie ingeschreven en is sinds zijn debuut op 3 september 2018 direct toegevoegd aan de vaste cast.
Het personage Daan wordt vertolkt door acteur Dorian Bindels. Bindels was eerder in de GTST spin-off Nieuwe Tijden te zien als het personage Jeroen Schols.

## Verhaallijnen
Daan dook in september 2018 voor het eerst op in Meerdijk. Hij werkt als rechercheur en verhuisde samen met zijn opa Eduard Stern naar Meerdijk om daar de Meerdijkse politie te versterken. 
De verhaallijnen met Daan bevatten onder meer een nep-relatie om aanspraak te kunnen blijven maken op de erfenis van zijn opa, Daan die getuige is van een aanranding door diezelfde opa, de geboorte van Daans kind en het afstaan van die dochter aan Laura Selmhorst.